# Benissuera
Benisuera là một đô thị ở comarca Vall d'Albaida cộng đồng Valencia, Tây Ban Nha. Đô thị này có diện tích 97,6 km², dân số thời điểm năm 2006 là 207 người.